# Sphecodina
Sphecodina ist eine Gattung von Schmetterlingen aus der Familie der Schwärmer (Sphingidae).

## Merkmale
Die Falter sind leicht von denen anderer Gattungen zu unterscheiden. Die Hinterflügel tragen ein breites, gut abgegrenztes gelbliches Band, das den gesamten Vorderrand einnimmt und am Innenrand bis zum Analwinkel reicht. Der Hinterleib ist abgeflacht und trägt zumindest vier Paar Schuppenbüschel an den Seiten.
Die Raupen haben einen langgestreckten Körper, der etwas abgeflacht ist. Es gibt zwei Farbvarianten, die beide in den Ranken der Nahrungspflanzen aus der Familie der Weinrebengewächse (Vitaceae) gut getarnt sind.

## Vorkommen und Lebensweise
Sphecodina caudata kommt in der östlichen Paläarktis vor, Sphecodina abbottii ist im Osten Nordamerikas verbreitet. Die Falter sind tagaktiv.

## Systematik
Weltweit sind zwei Arten der Gattung bekannt:
- Sphecodina abbottii (Swainson, 1821)
- Sphecodina caudata (Bremer & Grey, 1853)

## Belege